# Quatre de couple masculin aux Jeux olympiques d'été de 2012
Navigation
Pékin 2008 Rio de Janeiro 2016
L'épreuve masculine du quatre de couple des Jeux olympiques d'été 2012 de Londres s'est déroulé sur le Dorney Lake du 28 juillet au 3 août 2012.

## Horaires
Les temps sont donnés en Western European Summer Time (UTC+1).
| Date                   | Temps   | Série          |
| ---------------------- | ------- | -------------- |
| Samedi 28 juillet 2012 | 11 h 30 | Qualifications |
| Lundi 30 juillet 2012  | 10 h 00 | Repêchages     |
| Mercredi 1er août 2012 | 10 h 40 | Demi-finale    |
| Vendredi 3 août 2012   | 10 h 10 | Finale B       |
| Vendredi 3 août 2012   | 11 h 30 | Finale A       |

## Médaillés
| Or                                                               | Argent                                                          | Bronze                                                               |
| Allemagne Karl Schulze Philipp Wende Lauritz Schoof Tim Grohmann | Croatie David Šain Martin Sinković Damir Martin Valent Sinković | Australie Chris Morgan Karsten Forsterling James McRae Daniel Noonan |

## Résultats

### Qualifications
Les trois premiers se qualifient pour les demi-finales, les autres vont au repêchage.

#### Série 1
| Rang | Équipe                                   | Pays       | Temps         | Notes |
| ---- | ---------------------------------------- | ---------- | ------------- | ----- |
| 1    | Ryabtsev, Svirin, Morgachev, Fedorovtsev | Russie     | 5 min 42 s 26 | Q     |
| 2    | Jämsä, Raja, Endrekson, Taimsoo          | Estonie    | 5 min 42 s 87 | Q     |
| 3    | Chabanet, Androdias, Peltier, Hardy      | France     | 5 min 44 s 25 | Q     |
| 4    | Piermarini, Osborne, Graves, Hovey       | États-Unis | 5 min 50 s 25 | R     |
| 5    | Stefanini, Fossi, Frattini, Raineri      | Italie     | 6 min 08 s 99 | R     |

#### Qualifications 2
| Rang | Équipe                                  | Pays             | Temps         | Notes |
| ---- | --------------------------------------- | ---------------- | ------------- | ----- |
| 1    | Šain, Sinković, Martin, Sinković        | Croatie          | 5 min 39 s 08 | Q     |
| 2    | Wasielewski, Kolbowicz, Jeliński, Korol | Pologne          | 5 min 40 s 56 | Q     |
| 3    | Morgan, Forsterling, McRae, Noonan      | Australie        | 5 min 41 s 56 | Q     |
| 4    | Storey, Arms, Trott, Manson             | Nouvelle-Zélande | 5 min 41 s 62 | R     |

#### Qualifications 3
| Rang | Équipe                                  | Pays            | Temps         | Notes |
| ---- | --------------------------------------- | --------------- | ------------- | ----- |
| 1    | Schulze, Wende, Schoof, Grohmann        | Allemagne       | 5 min 39 s 69 | Q     |
| 2    | Rowbotham, Cousins, Solesbury, Wells    | Grande-Bretagne | 5 min 41 s 75 | Q     |
| 3    | Pavlovskyi, Zaitsev, Gryn, Gryn         | Ukraine         | 5 min 43 s 46 | Q     |
| 4    | Stofer, Stahlberg, Vonarburg, Maillefer | Suisse          | 5 min 45 s 13 | R     |

### Repêchages
Les trois premiers se qualifient pour les demi-finales.
| Rang | Équipe                                  | Pays             | Temps         | Notes |
| ---- | --------------------------------------- | ---------------- | ------------- | ----- |
| 1    | Storey, Arms, Trott, Manson             | Nouvelle-Zélande | 5 min 43 s 82 | Q     |
| 2    | Stefanini, Fossi, Frattini, Raineri     | Italie           | 5 min 44 s 57 | Q     |
| 3    | Stofer, Stahlberg, Vonarburg, Maillefer | Suisse           | 5 min 44 s 90 | Q     |
| 4    | Piermarini, Osborne, Graves, Hovey      | États-Unis       | 5 min 45 s 62 |       |

### Demi-finales
Les trois premiers se qualifient pour la finale A, les autres pour la finale B.

#### Demi-finales 1
| Rang | Équipe                                   | Pays             | Temps         | Notes |
| ---- | ---------------------------------------- | ---------------- | ------------- | ----- |
| 1    | Šain, Sinković, Martin, Sinković         | Croatie          | 6 min 03 s 39 | Q     |
| 2    | Morgan, Forsterling, McRae, Noonan       | Australie        | 6 min 05 s 45 | Q     |
| 3    | Rowbotham, Cousins, Solesbury, Wells     | Grande-Bretagne  | 6 min 05 s 71 | Q     |
| 4    | Storey, Arms, Trott, Manson              | Nouvelle-Zélande | 6 min 10 s 95 |       |
| 5    | Ryabtsev, Svirin, Morgachev, Fedorovtsev | Russie           | 6 min 13 s 61 |       |
| 6    | Stofer, Stahlberg, Vonarburg, Maillefer  | Suisse           | 6 min 19 s 64 |       |

#### Demi-finales 2
| Rang | Équipe                                  | Pays      | Temps         | Notes |
| ---- | --------------------------------------- | --------- | ------------- | ----- |
| 1    | Schulze, Wende, Schoof, Grohmann        | Allemagne | 6 min 05 s 85 | Q     |
| 2    | Jämsä, Raja, Endrekson, Taimsoo         | Estonie   | 6 min 07 s 85 | Q     |
| 3    | Wasielewski, Kolbowicz, Jeliński, Korol | Pologne   | 6 min 10 s 75 | Q     |
| 4    | Chabanet, Androdias, Peltier, Peltier   | France    | 6 min 12 s 81 |       |
| 5    | Pavlovskyi, Zaitsev, Gryn, Dovgodko     | Ukraine   | 6 min 16 s 23 |       |
| 6    | Stefanini, Fossi, Frattini, Raineri     | Italie    | 6 min 18 s 96 |       |

### Finales

#### Finale B
| Rang | Équipe                                   | Pays             | Temps         | Notes |
| ---- | ---------------------------------------- | ---------------- | ------------- | ----- |
| 1    | Storey, Arms, Trott, Manson              | Nouvelle-Zélande | 5 min 58 s 88 |       |
| 2    | Ryabtsev, Svirin, Morgachev, Fedorovtsev | Russie           | 5 min 59 s 17 |       |
| 3    | Pavlovskyi, Zaitsev, Gryn, Dovgodko      | Ukraine          | 6 min 01 s 23 |       |
| 4    | Chabanet, Androdias, Peltier, Peltier    | France           | 6 min 02 s 12 |       |
| 5    | Stefanini, Fossi, Frattini, Raineri      | Italie           | 6 min 02 s 57 |       |
| 6    | Stofer, Stahlberg, Vonarburg, Maillefer  | Suisse           | 6 min 04 s 37 |       |

#### Finale A
| Rang                                | Équipe                                  | Pays            | Temps         | Notes |
| ----------------------------------- | --------------------------------------- | --------------- | ------------- | ----- |
| Médaille d'or, Jeux olympiques      | Schulze, Wende, Schoof, Grohmann        | Allemagne       | 5 min 42 s 48 |       |
| Médaille d'argent, Jeux olympiques  | Šain, Sinković, Martin, Sinković        | Croatie         | 5 min 44 s 78 |       |
| Médaille de bronze, Jeux olympiques | Morgan, Forsterling, McRae, Noonan      | Australie       | 5 min 45 s 22 |       |
| 4                                   | Jämsä, Raja, Endrekson, Taimsoo         | Estonie         | 5 min 46 s 96 |       |
| 5                                   | Rowbotham, Cousins, Solesbury, Wells    | Grande-Bretagne | 5 min 49 s 19 |       |
| 6                                   | Wasielewski, Kolbowicz, Jeliński, Korol | Pologne         | 5 min 51 s 74 |       |

## Sources
- Site officiel de Londres 2012
- (en) Site de la fédération internationale d'aviron
- (en) « Programme des compétitions »(Archive.org • Wikiwix • Archive.is • Google • Que faire ?)